# 東海東京証券
東海東京証券株式会社（とうかいとうきょうしょうけん、英称：Tokai Tokyo Securities Co., Ltd.）は、愛知県名古屋市に本店を置く、日本の独立系証券会社である。
旧法人は1929年（昭和4年）設立で、2009年（平成21年）4月に持株会社制に移行したため、現法人は2008年（平成20年）設立の子会社。

## 概要
2000年（平成12年）10月、東京証券（元々は日興證券系）と東海丸万証券（旧・東海銀行系）が合併して発足した。かつては東海銀行（後のUFJ銀行、現在の三菱UFJ銀行）が筆頭株主（議決権の12.6%強）であったが、旧・UFJホールディングス発足後は系列証券会社が弱かった旧・三和銀行が証券業務で主導権を握るべくグループ証券会社統合に組み入れなかったことから、2003年（平成15年）11月に、自己株式の買取を行ったため、同銀行との資本関係は大幅に希薄となっている（議決権の4%強）。
その後、セントラルファイナンス（現・セディナ）と同様に、中部地区に強い人脈を持ってグループからの独立志向を一層強め、2004年（平成16年）5月に、三井住友海上火災保険との資本提携および業務提携がなされ、同社が東海東京証券の大株主（議決権の10%弱）となった。
しかし、経営陣の大半が旧東海銀行の出身者からの転籍組が多く、名古屋を中心とする中部地区に強い地盤を持つ他にも、同じ旧東海銀行系の旧中央信託銀行時代から中央三井信託銀行（現・三井住友信託銀行）とも証券代行業務および相続関連業務（遺言信託、遺産整理業務）に関する代理店契約を締結している。
2007年（平成19年）より一任勘定取引であるSMA（ラップ口座）の取り扱いを開始した。
2009年（平成21年）4月1日に、会社分割（吸収分割）により、持株会社体制に移行。（旧）東海東京証券株式会社が、金融証券取引業等を分割し、完全子会社の東海東京証券分割準備株式会社に承継させる。同時に、（旧）東海東京証券株式会社が東海東京フィナンシャル・ホールディングス株式会社に、東海東京証券分割準備株式会社が（新）東海東京証券に商号変更した。
2010年（平成22年）4月1日には、本社を東京日本橋の日本橋フロントから、名古屋市のミッドランドスクエアに移転した。同月5日には、トヨタファイナンシャルサービス証券株式会社を吸収合併。5月6日には、福岡支店における証券業について会社分割を実施し、西日本シティTT証券株式会社に承継させて、西日本シティ銀行との合弁会社とした。

## 沿革

### 旧・東海東京証券
- 1908年（明治41年）- 武田安商店（丸万証券の前身）を設立。
- 1929年（昭和4年）- 高山商店（東京証券の前身）を設立。
- 1944年（昭和19年）- 東海商事（東海証券の前身）を設立。武田安商店が、丸万証券に組織変更。
- 1947年（昭和22年）- 高山商店が、六鹿証券に商号変更。
- 1948年（昭和23年）- 東海商事が、東海証券に商号変更。
- 1961年（昭和36年）- 六鹿証券が、小山証券を吸収合併。
- 1964年（昭和39年）- 六鹿証券が、六鹿商店を吸収合併。
- 1969年（昭和44年）- 六鹿証券が、東京証券に商号変更。
- 1981年（昭和56年）- 東京証券が、遠山證券・日興證券投資信託販売の2社を吸収合併。
- 1984年（昭和59年）- 東京証券が、扶桑証券を吸収合併。
- 1987年（昭和62年）- 東京証券が、東京証券取引所第2部・大阪証券取引所第2部に上場。
- 1988年（昭和63年）- 丸万証券が、東京証券取引所第2部・大阪証券取引所第2部に上場。
- 1989年（平成元年） - 東京証券が、東京証券取引所第1部・大阪証券取引所第1部に指定換え。
- 1990年（平成2年）- 東京証券が、名古屋証券取引所第1部に上場。丸万証券が、東京証券取引所第1部・大阪証券取引所第1部に指定換え。
- 1996年（平成8年）- 丸万証券が、東海証券を吸収合併し、東海丸万証券株式会社に商号変更。
- 1997年（平成9年）- 東海丸万証券が、三洋証券の事業を承継。
- 1998年（平成10年）- 東海丸万証券が、山一證券の事業を承継。
- 1999年（平成11年）- 東海丸万証券が、内外証券を吸収合併。
- 2000年（平成12年）- 東京証券が、東海丸万証券を合併し、旧東海銀行系列の東海東京証券株式会社に商号変更。
- 2004年（平成16年）5月 - 三井住友海上火災保険との資本提携および業務提携。
- 2005年（平成17年）5月 - 宇都宮証券を子会社化。
- 2007年（平成19年）7月 - 山口フィナンシャルグループと提携して地方銀行と証券会社の共同出資による日本初の証券会社であるワイエム証券を設立。（下関と広島の2支店を譲渡）
- 2008年（平成20年）
  - 5月 - 横浜銀行と提携して浜銀TT証券を設立。（横浜支店を除く神奈川県内6支店を譲渡。その後、2012年に横浜支店を浜銀TT側の本店と統合）
  - 10月 - 東海東京証券が、子会社・東海東京証券分割準備株式会社を設立。
- 2009年（平成21年）4月 - 東海東京証券が、会社分割により金融商品取引業を東海東京証券分割準備株式会社に吸収させ、東海東京フィナンシャル・ホールディングス株式会社（東海東京FH）に商号変更。東海東京証券分割準備が、（新）東海東京証券株式会社に商号変更。

### 現・東海東京証券
- 2008年（平成20年）10月 - 東海東京証券株式会社の子会社として、東海東京証券分割準備株式会社を設立。
- 2009年（平成21年）4月 - 東海東京証券の会社分割により、金融商品取引業を承継し、東海東京証券分割準備株式会社から（新）東海東京証券株式会社に商号変更。
- 2010年（平成22年）
  - 1月 - トヨタファイナンシャルサービス株式会社が、トヨタファイナンシャルサービス証券株式会社の全株式を東海東京フィナンシャル・ホールディングスに48億円で譲渡。
  - 4月1日 - 東海東京証券株式会社の本店所在地（営業統括・人事部門などを含む）を、名古屋市の名古屋本社（ミッドランドスクエア）内へ移転。
  - 4月5日 - トヨタファイナンシャルサービス証券株式会社を吸収合併。同社の証券口座は、合併により「トヨタFS オンライン」口座の扱いとなり、従前からの口座とは商品性などが異なっており、2011年（平成23年）7月現在統一されていない。
  - 5月6日 - 福岡支店における証券業について会社分割を実施し、西日本シティTT証券株式会社が承継。
- 2012年（平成24年）9月 - 東海東京証券横浜支店を会社分割の方法により浜銀TT証券株式会社に分割。
- 2013年（平成25年）9月 - 東海東京証券神戸支店を会社分割の方法により池田泉州TT証券株式会社に分割(神戸支店など2店舗を池田泉州TTに分割譲渡)。
- 2017年（平成29年）1月 - 東海東京証券札幌支店、富山支店、金沢支店と札幌法人課、および北陸地方の法人顧客の管轄を会社分割の方法によりほくほくTT証券株式会社に分割(札幌支店など3店舗と札幌法人課をほくほくTTに分割譲渡)。
- 2017年（平成29年）4月 - 子会社・宇都宮証券の株式60％を栃木銀行へ譲渡。
- 2019年（令和元年）9月 - 高木証券を吸収合併。
- 2022年（令和4年）5月 - エース証券を吸収合併[2]。
- 2024年（令和6年）6月 - TTソリューション株式会社を吸収合併[3]。

## 上場主幹事業務実績
| 上場月         | 銘柄名                         | 上場市場       |
| -------------- | ------------------------------ | -------------- |
| 2003年8月8日   | アーティストハウス             | マザーズ       |
| 2004年4月14日  | クロスプラス                   | 東証2部        |
| 2005年8月11日  | クロップス                     | セントレックス |
| 2005年11月30日 | フリード                       | JASDAQ         |
| 2006年3月6日   | KOBE証券                       | ヘラクレス     |
| 2006年4月18日  | ケイティケイ                   | JASDAQ         |
| 2006年6月2日   | ティア                         | セントレックス |
| 2006年10月19日 | ゼットン                       | セントレックス |
| 2006年12月22日 | JBイレブン                     | セントレックス |
| 2007年5月30日  | タケエイ                       | マザーズ       |
| 2007年7月25日  | 三ツ知                         | JASDAQ         |
| 2008年3月27日  | ゲオエステート                 | セントレックス |
| 2008年7月28日  | イデアインターナショナル       | ヘラクレス     |
| 2014年6月25日  | ポバール興業                   | 名証2部        |
| 2014年11月26日 | 日本PCサービス                 | セントレックス |
| 2014年12月25日 | 東京ボード工業                 | 東証2部        |
| 2015年2月12日  | KeePer技研                     | マザーズ       |
| 2015年9月2日   | ベステラ                       | マザーズ       |
| 2016年3月2日   | バリューゴルフ                 | マザーズ       |
| 2016年3月9日   | ブラス                         | マザーズ       |
| 2016年4月8日   | 丸八ホールディングス           | 名証2部        |
| 2016年11月1日  | 岐阜造園                       | 名証2部        |
| 2016年12月21日 | グレイステクノロジー           | マザーズ       |
| 2020年12月18日 | インバウンドテック             | マザーズ       |
| 2021年4月7日   | メイホーホールディングス       | マザーズ       |
| 2021年6月2日   | ファブリカコミュニケーションズ | マザーズ       |
| 2022年3月31日  | ノバック                       | 東証2部        |

## 提携

### 海外の証券会社
中国、インドADR、韓国などの株式を取り扱う。2002年（平成14年）には、中国最大手の証券会社である国泰君安証券と業務提携して、中国株の取扱いを始めた。また、2007年（平成19年）1月29日から韓国最大手の証券会社である大宇証券を通じて韓国市場への韓国株の現地委託取引を開始した。

### 地方銀行
最近では地方銀行と提携を進め、地方店舗を地方銀行との合弁会社へ譲渡している。
- 2007年（平成19年）7月3日、山口フィナンシャルグループと提携してワイエム証券を設立、下関と広島の2支店を譲渡。地方銀行と証券会社の共同出資による日本初の証券会社である。
- 2008年（平成20年）5月2日、横浜銀行とも提携して浜銀TT証券を設立、横浜支店を除く神奈川県内6支店を譲渡。その後2012年（平成24年）に唯一統合されていなかった横浜支店を浜銀TT証券側の本店営業部と統合。
- 2009年（平成21年）9月30日、西日本シティ銀行との提携により西日本シティTT証券を設立、福岡支店における証券業について会社分割を実施し譲渡。残った組織を「西日本営業部」に改めた。
- 2013年 （平成25年）1月30日、池田泉州ホールディングスとの提携により池田泉州TT証券を設立。神戸支店を譲渡。
- 2016年（平成28年）4月21日、ほくほくフィナンシャルグループとの提携によりほくほくTT証券を設立、2017年に富山支店、金沢支店、札幌支店、札幌法人課および北陸地域の法人顧客における金融商品取引業を譲渡[4]。
- 2018年（平成30年）4月24日、十六銀行との提携により十六TT証券を設立、岐阜県内4支店を譲渡。

## 不祥事
同社大阪支店に勤務していた男性社員が、2007年（平成19年）10月から11月にかけて、顧客から預かった債券の売却代金を騙し取ったり、特定の顧客に対して、損失補填や利回りの保証を約束し、騙し取って引き出した資金を渡していたりしたとして、詐欺容疑で逮捕された。